# Église Saint-Saturnin de Chaillac-sur-Vienne
Pour les articles homonymes, voir Église Saint-Saturnin.
L'église Saint-Saturnin est une église catholique située à Chaillac-sur-Vienne, en France.

## Localisation
L'église est située dans le département français de la Haute-Vienne, sur la commune de Chaillac-sur-Vienne.

## Historique
Les plus anciennes parties de l'église datent du XIIe siècle.
Elle est classée au titre des monuments historiques le 8 janvier 1996.